# Fergusonina metrosideros
Fergusonina metrosideros är en tvåvingeart som beskrevs av Taylor 2007. Fergusonina metrosideros ingår i släktet Fergusonina och familjen Fergusoninidae. Inga underarter finns listade i Catalogue of Life.